# Hyalopeziza
Hyalopeziza is een geslacht van schimmels behorend tot de familie Hyaloscyphaceae. De typesoort is Hyphodiscus gregarius. De typesoort is echter later hernoemd naar Hyalopeziza patula.

## Soorten
Volgens Index Fungorum telt het geslacht 25 soorten (peildatum maart 2023):
| Soortnaam                                       | Auteur(s)                     | Publicatiejaar |
| ----------------------------------------------- | ----------------------------- | -------------- |
| Hyalopeziza alni                                | E. Müll.                      | 1968           |
| Hyalopeziza archangelica                        | S. Olsen & Sivertsen          | 1993           |
| Hyalopeziza arctica                             | Raitv.                        | 1985           |
| Hyalopeziza cadaverina                          | Huhtinen & Raitv.             | 1997           |
| Hyalopeziza ciliata (Esdoornpiekhaarkelkje)     | Fuckel                        | 1870           |
| Hyalopeziza digitipila                          | Huhtinen                      | 1987           |
| Hyalopeziza heterodermiae                       | Etayo                         | 2017           |
| Hyalopeziza hexagona                            | (Fuckel) Raitv.               | 1977           |
| Hyalopeziza latispora                           | Raitv.                        | 1981           |
| Hyalopeziza millepunctata (Zwermwaterkelkje)    | (Lib.) Raitv.                 | 1970           |
| Hyalopeziza mussooriensis                       | M.P. Sharma                   | 1986           |
| Hyalopeziza nectrioidea                         | (Rehm) Raschle                | 1977           |
| Hyalopeziza niveocincta (Zonnig piekhaarkelkje) | (Graddon) Raschle             | 1977           |
| Hyalopeziza rapax                               | Huhtinen                      | 2008           |
| Hyalopeziza rhododendricola                     | Remler                        | 1980           |
| Hyalopeziza rubefaciens                         | L. Holm & K. Holm             | 1981           |
| Hyalopeziza schachdarica                        | Raitv.                        | 1981           |
| Hyalopeziza spinicola                           | Graddon                       | 1977           |
| Hyalopeziza tautilla                            | (W. Phillips & Harkn.) Dennis | 1963           |
| Hyalopeziza tianschanica                        | Raitv.                        | 1970           |
| Hyalopeziza trichodea (Dennenpiekhaarkelkje)    | (W. Phillips & Plowr.) Raitv. | 1970           |
| Hyalopeziza valesiaca                           | Raschle                       | 1977           |
| Hyalopeziza verna                               | (Svrček) Raitv. & R. Galán    | 1993           |
| Hyalopeziza winteriana                          | (Rehm) Raitv.                 | 1970           |
| Hyalopeziza xylemicola                          | (H.C. Bøhler) Schneller       | 1986           |